# Armadillidae
Armadillidae är en familj av kräftdjur. Armadillidae ingår i ordningen gråsuggor och tånglöss, klassen storkräftor, fylumet leddjur och riket djur. Enligt Catalogue of Life omfattar familjen Armadillidae 695 arter. 

## Bildgalleri

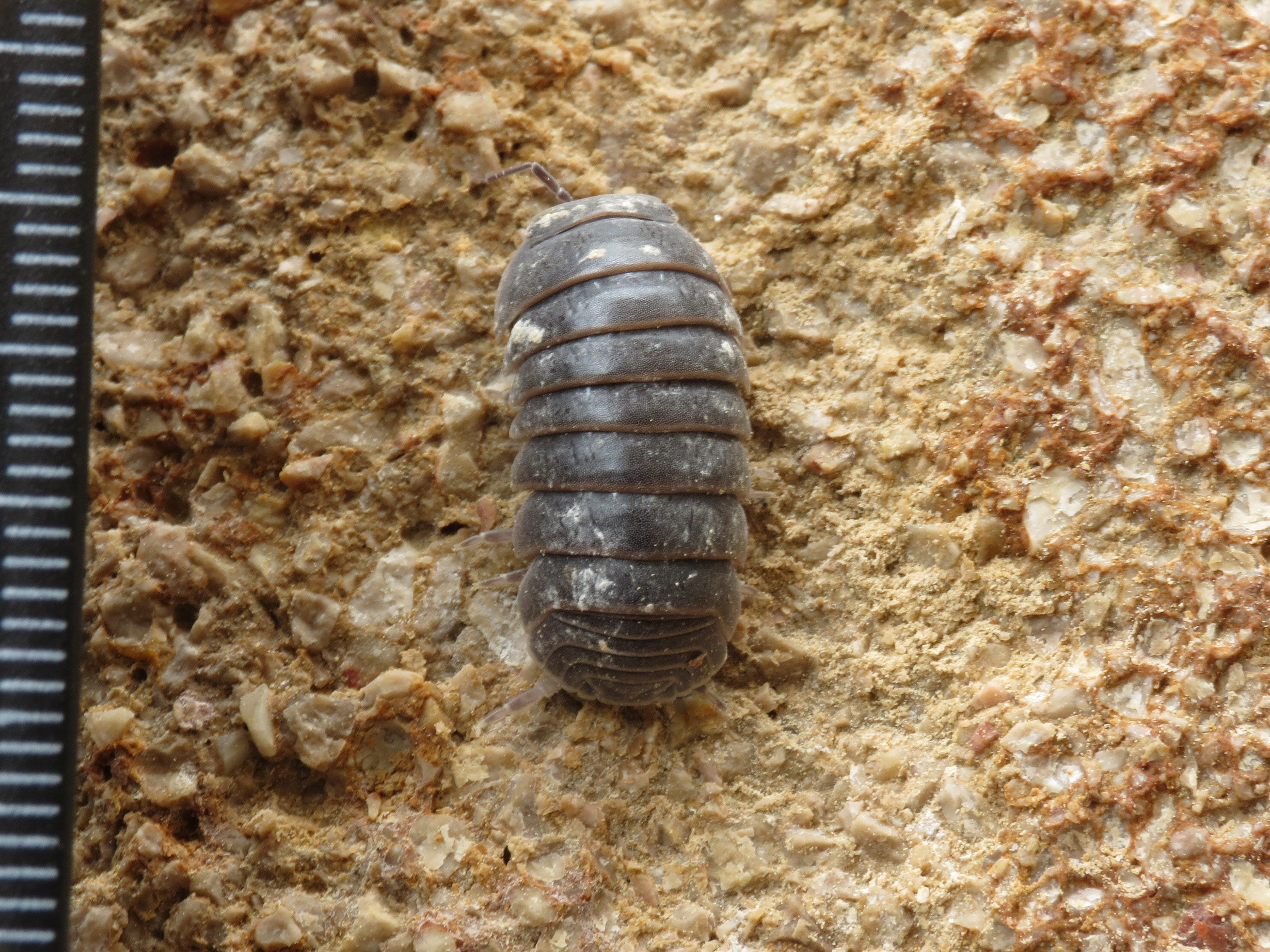
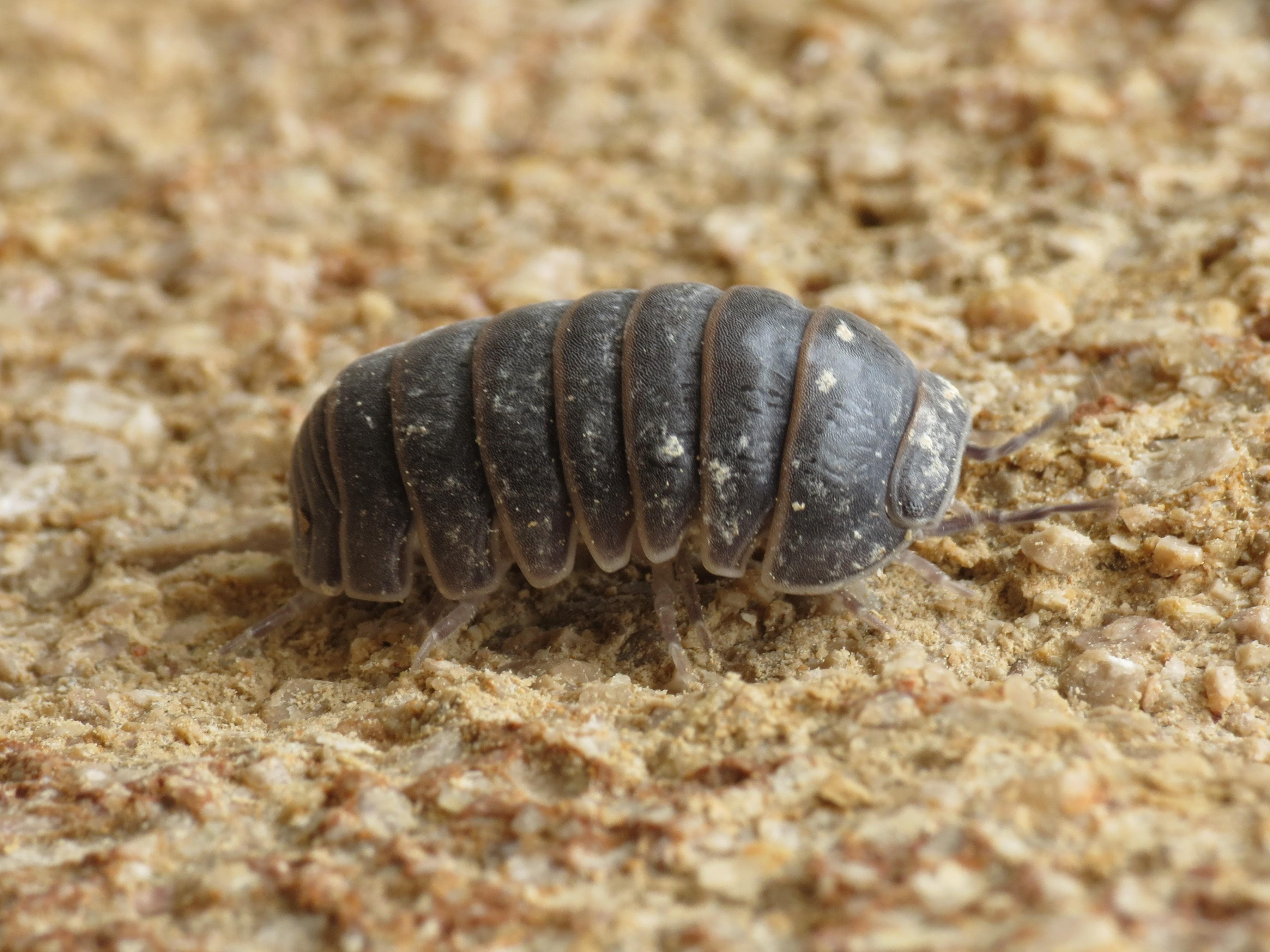
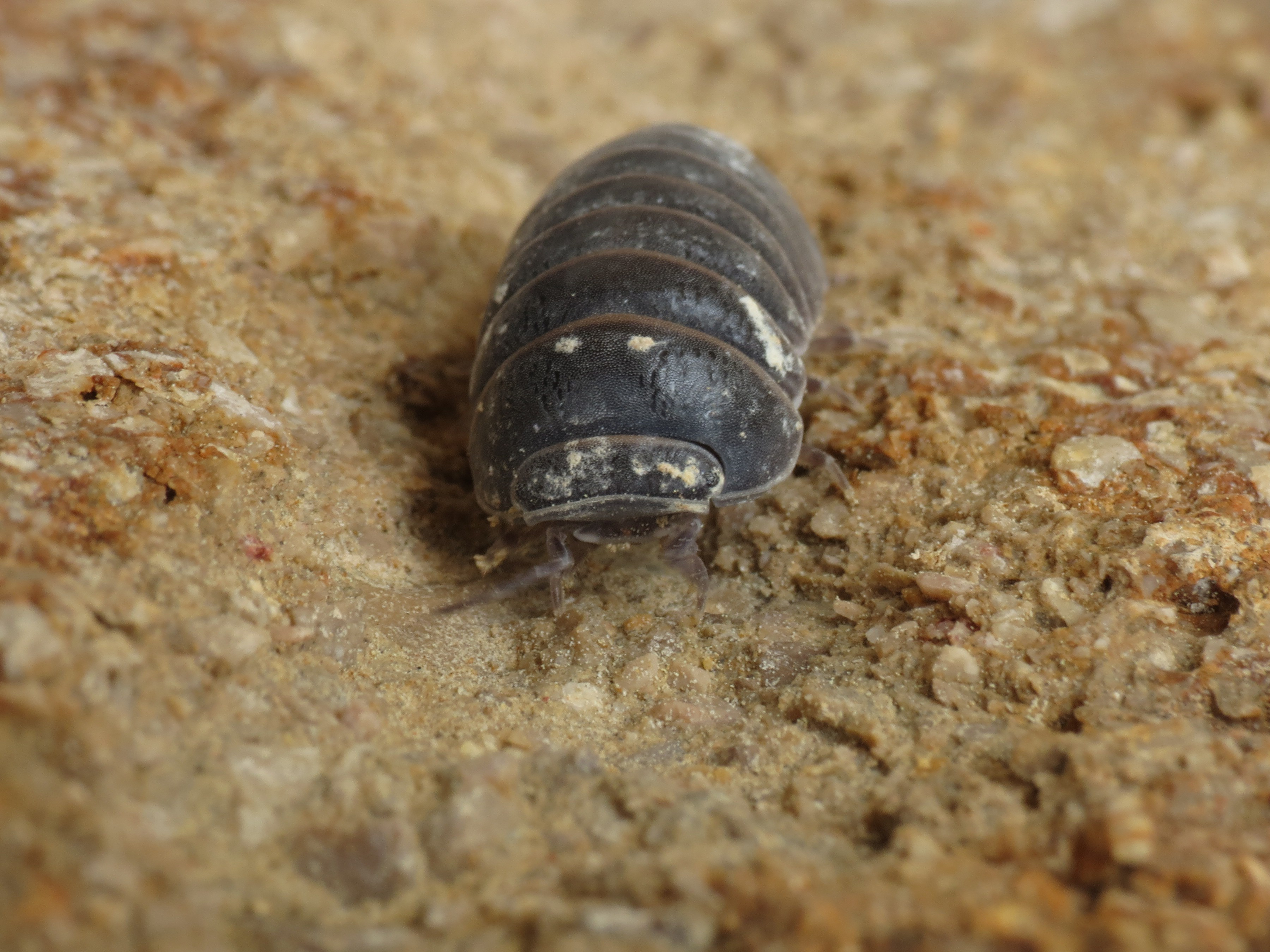
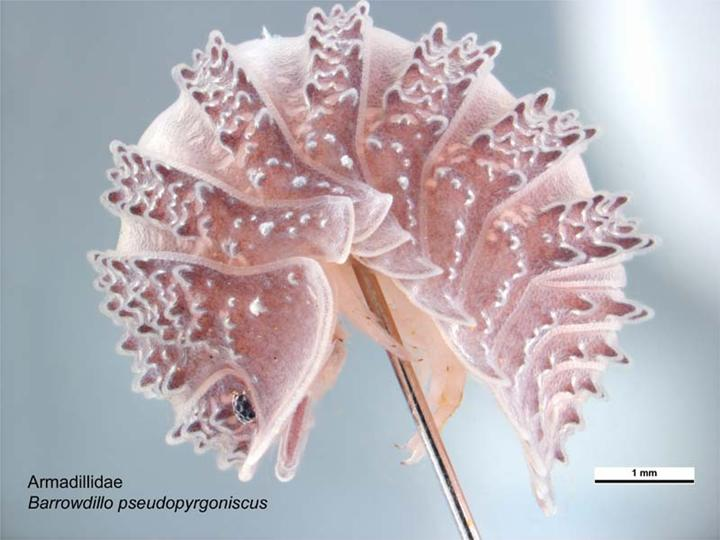
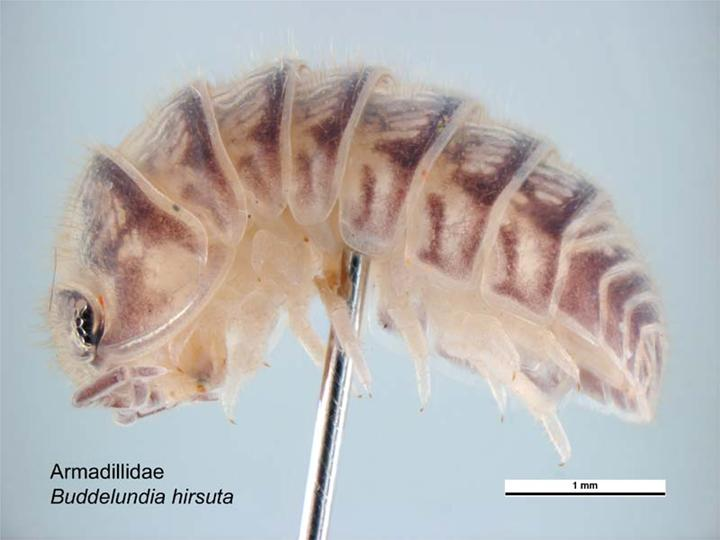

## Dottertaxa till Armadillidae, i alfabetisk ordning[1]
- Acanthodillo
- Acanthoniscus
- Aethiopodillo
- Akermania
- Anchicubaris
- Annobodillo
- Anthrodillo
- Armadillo
- Aulacodillo
- Australiodillo
- Barnardillo
- Barrowdillo
- Bethalus
- Buddelundia
- Calendillo
- Calmanesia
- Chelomadillo
- Coronadillo
- Cosmeodillo
- Cristarmadillo
- Ctenorillo
- Cubaris
- Cubaroides
- Cuckoldillo
- Diploexochus
- Dryadillo
- Echinodillo
- Emydodillo
- Ethelumoris
- Feadillo
- Filippinodillo
- Formosillo
- Gabunillo
- Globarmadillo
- Glomerulus
- Hawaiodillo
- Hybodillo
- Kimberleydillo
- Laureola
- Leucodillo
- Lobodillo
- Merulana
- Merulanella
- Mesodillo
- Myrmecodillo
- Nataldillo
- Neodillo
- Nesodillo
- Ochetodillo
- Orodillo
- Orthodillo
- Pachydillo
- Papuadillo
- Parakermania
- Paraxenodillo
- Pericephalus
- Polyacanthus
- Pseudodiploexochus
- Pseudolaureola
- Pseudolobodillo
- Pyrgoniscus
- Reductoniscus
- Rhodesillo
- Schismadillo
- Sinodillo
- Sphaerillodillo
- Sphaerilloides
- Sphenodillo
- Spherillo
- Stigmops
- Sumatrillo
- Synarmadillo
- Togarmadillo
- Tongadillo
- Triadillo
- Tridentodillo
- Troglarmadillo
- Troglodillo
- Tuberillo
- Venezillo